# Мавзолей Ахмета-ишана
Мавзолей Ахмета-ишана — архитектурный памятник в Казахстане, расположенный в местечке Синиртек в низовьях реки Сарысу. Построен над могилой Ахмета-ишана в 1926 году мастером Жаксыбердиулы Акбергеном. Сложен из обожжённого кирпича и состоит из двух помещений. Большое помещение мавзолея (7×7 м) покрыто куполом, который опирается на 8 арок. Одна из лестниц малого помещения поднимается в усыпальницу, другая в комнату для посетителей.